# Csaba László
Csaba László (Odorheiu Secuiesc, 13 febbraio 1964) è un allenatore di calcio ed ex calciatore ungherese, di ruolo centrocampista.